# Marie-Louise, una americana en París
Marie-Louise, una americana en París (título original: Marie-Louise ou la permission) es una película francesa de comedia, drama y romance de 1995, dirigida por Manuel Flèche, que a su vez la escribió, musicalizada por Alexandre Desplat, en la fotografía estuvieron Darius Khondji y Florent Montcouquiol, los protagonistas son Kate Beckinsale, Eric Ruf y Marie Caries, entre otros. El filme fue realizado por Clara Films, Glem Production y Canal+; se estrenó el 21 de junio de 1995.

## Sinopsis
Marie-Louise va a verse con su amante Jean-Paul, que viene a París con su licencia militar, pero se va a la estación incorrecta. Pasan todo un día recorriendo la ciudad tratando de encontrarse.